# Pabierowice
Pabierowice – wieś sołecka w Polsce położona w województwie mazowieckim, w powiecie grójeckim, w gminie Grójec.
Przez wieś przebiega droga wojewódzka nr 730.
Znajduje się tutaj dwór z drugiej połowy XIX wieku.
W latach 1975–1998 miejscowość administracyjnie należała do województwa radomskiego.
Urodzili się tu m.in. Wacław Stykowski i Zygmunt Szatkowski.